# Jesús Carlos Cabrero Romero
Jesús Carlos Cabrero Romero (San Luis Potosí, 7 de maio de 1946) é um clérigo mexicano e arcebispo católico romano emérito de San Luis Potosí.

## Biografia
Jesús Carlos Cabrero Romero completou seus estudos eclesiásticos no Seminário Menor e Maior de San Luis. Foi ordenado sacerdote em 12 de abril de 1972 para a Diocese de San Luis Potosí. Em 1977 obteve a licenciatura em teologia espiritual pela Pontifícia Universidade Gregoriana.
Como sacerdote ocupou os seguintes cargos: vigário paroquial de "San José" e promotor vocacional da arquidiocese de San Luis Potosí (de 1972 a 1974), formador do seminário diocesano, professor de teologia espiritual, prefeito de disciplina, diretor espiritual, Vice-Reitor e Ecônomo Geral (de 1980 a 1995), Ecônomo e Vice-Reitor do Colégio Mexicano de Roma (1995-1996), Pároco de "San Miguel Arcángel", Decano e Membro do Conselho para Assuntos Econômicos (de 1996 a 2001). Desde 2002 era Pároco de “Nuestra Señora de Guadalupe”, Cônego da Catedral, Coordenador da formação permanente do clero e Professor do Seminário.
Papa Bento XVI nomeou-o Bispo de Zacatecas em 8 de outubro de 2008. O Presidente do Pontifício Conselho para a Pastoral da Saúde, Cardeal Javier Lozano Barragán, o consagrou em 19 de dezembro do mesmo ano, em Zacatecas; os co-consagradores foram o Arcebispo Christophe Pierre, Núncio Apostólico no México, e Fernando Mario Chávez Ruvalcaba, Bispo Emérito de Zacatecas.
Dentro da Conferência Episcopal Mexicana é responsável pela estrutura que garante a segurança social do clero.
Em 3 de abril de 2012 foi nomeado Arcebispo de San Luis Potosí. Foi empossado em 16 de maio do mesmo ano.

Em 26 de março de 2022, o Papa Francisco aceitou sua renúncia por motivos de idade.